# Улица Горького (Нижний Новгород)
Улица Го́рького — одна из центральных улиц Нижнего Новгорода. Начинается от Окского откоса и через площадь Горького и площадь Свободы выходит к улице Белинского, в районе оврага реки Старки (Кова) — нынешней Ковалихинской улицы и поднимается до площади Сенной.
Застройка улицы началась в 1830—1850 годах — в основном деревянными одно- и двухэтажными домами.
Прежние наименования — Новая, затем Полевая улица. Название Полевая было связано с тем, что вплоть до начала XX века это была окраина, и за ней шли поля.
В 1958 году улица была переименована в честь писателя Максима Горького, который жил здесь в детстве с бабушкой и дедом. Дом с кабаком на первом этаже на Полевой улице купил дед Горького после пожара в мастерской при домике Каширина и последовавшего раздела имущества с сыновьями. Предшествующие и последующие этому события описаны в его повести «Детство».
В 1970-х годах началась реконструкция улицы, в результате которой часть старых построек была снесена и на их месте были выстроены многоэтажные жилые дома с магазинами в первых этажах. Снос исторической застройки на улице продолжается и поныне.

## Основные достопримечательности
- Нижегородский государственный театр юного зрителя
- Парк Кулибина
- Храм Всемилостивого Спаса

## Транспорт
- Метрополитен:
  -  Горьковская
- Автобусные социальные маршруты:
  - № 1 (Площадь Минина и Пожарского — пл. Свободы — пл. Горького — пр. Гагарина — трасса Р-125 — пр. Олимпийский — ул. Приокская — ул. Богородская — ул. Гагарина — ЖК «Окский берег»)
  - № 16 (Площадь Максима Горького — ул. Горького — ул. Белинского — ул. Родионова — ул. Бринского — ул. Ивлиева — ул. Васюнина — ул. Ванеева — ул. Рокоссовского Кузнечиха-2)
  - № 40 (мкр. Верхние Печёры — ул. Родионова — пл. Минина и Пожарского — пл. Свободы — пл. Горького — пл. Комсомольская — пр. Ленина — пл. Киселёва — Южное шоссе — мкр. Юг)
  - № 41 (мкр. Цветы — ул. Сахарова — Кузнечиха-2 — ул. Ванеева — пл. Свободы — ул. Горького — пл. Горького — Похвалинский съезд — площадь Ленина — ул. Должанская — ул. С. Акимова — ул. К. Маркса —  Стрелка)
  - № 64 (Улица Усилова — ул. Родионова — ул. Минина — пл. Минина и Пожарского — ул. Варварская — пл. Свободы — пл. Горького — пл. Комсомольская — ул. Молитовская — ул. Баумана — ул. Памирская — ул. адмирала Нахимова — ул. Новикова-Прибоя — ул. Дьяконова — ул. Строкина — мкр. Соцгород-2)
  - № 68 (Площадь Минина и Пожарского — ул. Алексеевская — пл. Горького — пр. Гагарина — Мызинский мост — пр. Ленина — пл. Киселёва — ул. Лескова — Улица Космическая)
- Маршрутное такси:
  - № т34 «Ул. Долгополова — ул. Ванеева — ЖК „Новая Кузнечиха“»
  - № т57 «Верхние Печёры-5 — Красное Сормово»
  - № т74 «Ул. Долгополова — пл. Минина и Пожарского — Верхние Печёры»
  - № т97 «Верхние Печёры — Мостоотряд»
- Троллейбусные:
  - № 9 (Площадь Горького — пл. Свободы — ул. Ванеева — пл. Советская — ул. Рокоссовского — Кузнечиха-2)
  - № 31 (Площадь Минина и Пожарского — пл. Свободы — пл. Горького — пр. Гагарина — Щербинки-2)